# Rudolf Marić
Rudolf Marić (Novi Sad, 13 maggio 1927 – Belgrado, 26 agosto 1990) è stato uno scacchista jugoslavo.
Ottenne il titolo di Maestro Internazionale nel 1964 e di Grande maestro "Ad honorem" nel 1990. Vinse il torneo di Nikšić nel 1962 e il torneo B di Monte Carlo nel 1967 e 1968. Nel 1970 si classificò secondo a Vinkovci dietro a Tigran Petrosyan, che sconfisse nell'incontro diretto vincendo il premio di bellezza. Fu per molti anni allenatore della nazionale jugoslava alle Olimpiadi degli scacchi.
Marić ha scritto diversi libri di scacchi, tra cui:
- Schachminiaturen
- Lehrbuch des werdenden Grossmeisters
- Von Aljechin bis Spassky (con Svetozar Gligorić)
- Yugoslav Chess Triumphs (con Petar Trifunović)
- Durch die Schachwelt (con Borislav Ivkov)

## Alcune partite notevoli
- Rudolf Marić - Milan Matulović, Campionato jugoslavo 1953  – Siciliana Richter-Rauzer
- Rudolf Marić - Dragoljub Janošević, Skopje 1967  – Apertura Bird A03
- Rudolf Marić - Tigran Petrosyan, Vinkovci 1970  – Difesa Pic B08
- Albin Planinc - Rudolf Marić, Novi Sad 1972  – Apertura Larsen A01
- Rudolf Marić - Leŭ Paluhaeŭski, Vinkovci 1976  – Difesa moderna B06
- Rudolf Marić - Anatolij Lejn, Belgrado 1988  – Gambetto Göring C44